# Rheingrafen
Die Rheingrafen waren ein Adelshaus, das aus dem Geschlecht der Embrichonen hervorging, die im 11. Jahrhundert als Gaugrafen im Rheingau auftraten. Durch Heirat ging der Titel auf die Herren vom Stein an der unteren Nahe über. Als sie Anfang des 15. Jahrhunderts auch das Erbe der ausgestorbenen Wildgrafen antraten, nannten sie sich Wild- und Rheingrafen. 1459/1475 traten sie das Erbe der Grafen von Salm (Obersalm) an und nannten sich danach Grafen von Salm.

## Geschichte

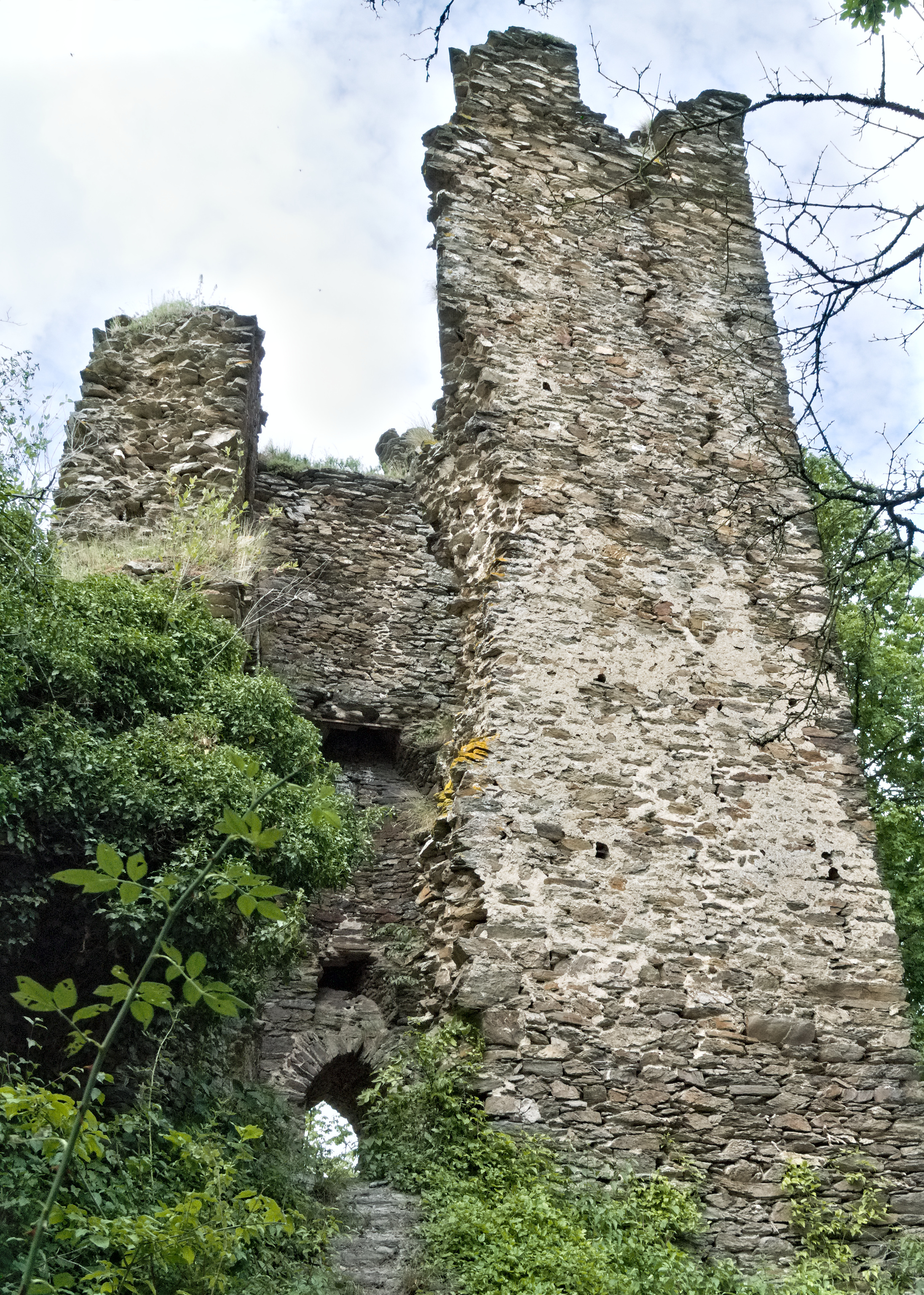
Rheinberg

Die Bezeichnung Rheingrafen ergab sich durch ihre Herkunft aus dem Rheingau. Das ursprünglich nicht erbliche Amt eines (Gau-)Grafen befand sich im Rheingau vor der Veroneser Schenkung 983 regelmäßig in der Hand der Konradiner, danach bald in der Hand der Embrichonen, welche als Ministerialen des Erzbischofs von Mainz in der Gegend von Geisenheim ansässig waren. Die Burg Johannisberg ist möglicherweise deren Stammburg.
Die Rheingrafen waren lehnsabhängig von Kurmainz. Als Lehensnehmer gelangten sie 1170 in den Besitz der Burg Rheinberg bei Lorch.
Als Ausdruck seiner unmittelbaren Territorialherrschaft etablierte und stärkte der Erzbischof im Rheingau das nichterbliche Amt seines Statthalters, des Vizedoms, welches bis 1318 auch wiederholt an die Rheingrafen vergeben wurde. Mit dem Aussterben der ersten Linie der Rheingrafen im Mannesstamm ging der Titel Rheingraf auf die Herren vom Stein über, deren Herrschaftsmittelpunkt sich nicht mehr am Rhein, sondern an der Nahe befand.

### Konradiner als Gaugrafen im Rheingau
- Gebhard (888 bezeugt, † (22.) Juni 910 bei Augsburg), 897 und 906 Graf im oberen Rheingau[1], 909 Graf in der Wetterau, 903 Herzog in Lothringen dux regni quod a multis Hlotharii dicitur („Herzog des Königreiches, das von vielen dasjenige Lothars genannt wird“, gemeint ist das Lotharii Regnum, das spätere Lothringen), ließ 897 in Wetzlar eine Salvatorkirche weihen.
  - Udo, dessen Sohn; † 949, 914 Graf in der Wetterau, 917 und 948 Graf im Rheingau, 918 Graf im Lahngau, stiftet 914/915 das Kloster Sankt Maria in Wetzlar, wo er auch begraben wurde, ⚭ NN von Vermandois, Tochter des Grafen Heribert I. (Karolinger)
    - Konrad, Kuno I., Großneffe von Gebhard; † wohl 982, 961 Vogt von Schwarzach am Main, 948–951 Graf im Rheingau, 973 Graf in der Ortenau, ⚭ Judith von Thüringen
      - Konrad, dessen Sohn, † 20-08-997, 983 Graf, 985 und 995 Graf im Rheingau, 987 Graf im Ufgau, 994 Graf in der Ortenau ⚭ Adelheid; – ist vielleicht identisch mit Kuno von Öhningen, dem Herzog Konrad von Schwaben
      - Drutwin, dessen Vetter, Graf im Rheingau 992, Herr zu Lipporn, Graf im Königssondergau 29.12.991, 995 († vor 1017); Verwandter von Erzbischof Ruprecht von Mainz (970–975)?

### Embrichonen als Ministeriale des Kurstiftes Mainz: Grafen im Rheingau und erste Rheingrafen
Angaben unsicher, da teilweise bei Franz Joseph Bodmann entnommen
- Embricho I. Graf im Rheingau 1019 († vor 1052) ⚭ Adelind
- Ludwig I. Graf im Rheingau 1050 († vor 1083)
  - Ludwig II. Graf im Rheingau 1076–1104 ⚭ Sophia
    - Danckmodis († ab 1109) ⚭ Richolf „Rheingaugraf“[2] 1109 († nach 1109)
      - Ludwig III. Graf im Rheingau[3] 1109 († nach 1140) ⚭ Ludgardis
      - Riclindis († 1126)
        - Embricho III. Graf im Rheingau, († 1157) ⚭ Lucard; ab 1124 auch „Rheingraf Embricho“ I.[4] Embricho wird trotz des Titels Comes Reni bzw. Ringreve unter den Ministerialen aufgeführt und zwar nach dem Vizedom, 1131 gar nach dem Schultheiß und dem Walpoden.[5]
          - Embricho IV. (Embricho II. Rheingraf der Ältere), * nach 1137, † 1194 ohne Nachkommen, war 1158 nach dem Tod seines Vaters noch minderjährig unter der Vormundschaft von Conrad von Heppenheft und Embricho von Winkel
          - Lukardis ⚭ Siegfrid vom Stein (weiter unter Rheingrafen vom Stein)
          - Werner, Rheingraf der Ältere, 1171 (vor 1194)
            - Werner, Rheingraf der Jüngere († 1223 ohne Nachkommen)

    - Embricho II. Graf im Rheingau († vor 1117)
    - Ruthard († 1109), Erzbischof von Mainz
    - NN → Herren von Heppenheft?

Nach dem Aussterben im Mannesstamm wurden sie von den Herren vom Stein beerbt.

### Herren vom Stein
- Ulrich vom Stein (1126/27)[6][7]
  - Hugo vom Stein (de Lapide) (1126–1152)[6][7][8]
    - Wolfram I. (III.) vom Stein (de Petra) († um 1179)[9], um 1140 Gründer des Stiftes St. Peter in Bad Kreuznach[10]
      - Siegfried I. vom Stein († um 1194/98) ⚭ um 1160 Rheingräfin Lukardis († 1194) (weiter nächster Abschnitt)

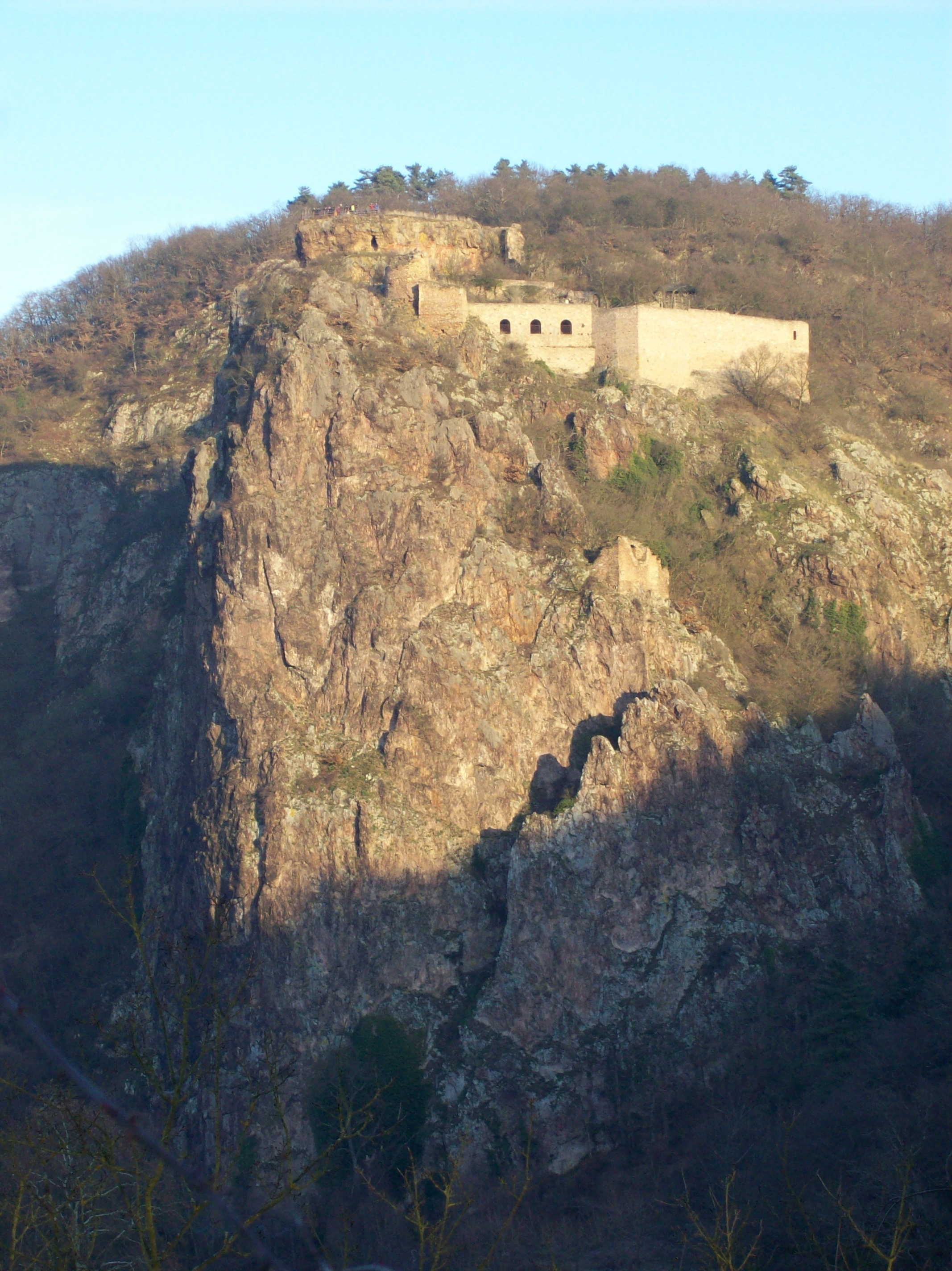
Rheingrafenstein

Die Herren vom Stein hatten ihren Stammsitz in der später Rheingrafenstein genannten Burg an der Nahe.

### Rheingrafen vom Stein
- Siegfried I. vom Stein († um 1194/98),

⚭ um 1160 Rheingräfin Lukardis († 1194), Tochter des Rheingrafen Embricho I.
- Wolfram III. (V.) vom Stein, ab 1194 Rheingraf, der Ältere (* um 1166; † 1220/21), beteiligt sich 1189–1191 am Dritten Kreuzzug,

⚭ um 1187 Guda (Jutta) von Bolanden († um 1219), Tochter von Graf Werner II. von Bolanden († 1198) und Guda von Weissenau († 1190 oder 1198/99), Schwester des Reichstruchsess Werner III. von Bolanden († 1212).
| Rheingrafensteiner Linie - Rheingraf Embricho III. vom Stein († um 1241), ⚭ Adelheid von Ziegenhain-Nidda († 1226/32), Tochter von Graf Ludwig I. von Ziegenhain und Nidda und Gertrud. - Rheingraf Werner II. (IV.) vom Stein († 1268/70), ⚭ Elisabeth Winter von Alzey (* um 1245; † um 1304), Tochter des Truchsess von Alzey, sein Bruder Embricho war 1250 Propst des Stiftes St. Peter in Kreuznach, - Rheingraf Siegfried II. vom Stein (* um 1240; † vor 1327), Burggraf von Böckelheim, Vizedom im unteren Rheingau, ⚭ Margarethe von Heinzenberg († nach 1330), Tochter von Friedrich IV. von Heinzenberg († 1302) und Genata (Renata). | Rheinberger Linie (mit Anteil am Rheingrafenstein) - Werner I. (III.) vom Stein von Rheinberg († um 1245), Bruder Embrichos III., weitere Brüder waren Bischof Siegfried († 1246) von Regensburg und Propst Wolfram des Stiftes St. Peter in Kreuznach, - Rheingraf Siegfried I. vom Stein von Rheinberg († um 1305/06), jüngerer Halbbruder mütterlicherseits eines Rheingrafen Werner, zog sich nach 1281 auf die Burg Rheingrafenstein zurück, ⚭ vor 1260 Agnes von Steinkallenfels, Tochter von Wilhelm von Steinkallenfels und Elisabeth Frey von Dehrn. - Werner III. (V.) vom Stein zu Rheinberg († um 1299), ⚭ Hildegard von Sponheim, kinderlos. |

- Rheingraf Johann I. von Stein (* um 1270; † 1333),

⚭ 1310 Wildgräfin Hedwig von Dhaun-Grumbach († um 1361/65), Tochter von Wildgraf Konrad IV. von Dhaun-Grumbach und Hildegard von Hunolstein; sie ⚭ II. 1338 Gerlach von Braunshorn.
Die Rheingrafen vom Stein verloren 1279 nach der Schlacht von Sprendlingen ihren Besitz im Rheingau an Erzbischof Werner von Eppstein und Kurmainz, konnten aber ihre Güter an der Nahe, um Kreuznach und Kirn, behalten.

### Wild- und Rheingrafen
Im Jahre 1350 bzw. 1409 beerbten die Rheingrafen die beiden Linien der Wildgrafen und nannten sich fortan Wild- und Rheingrafen. Nach den Verlusten von 1279 war nun wieder eine große Herrschaft entstanden.
- Rheingraf Johann II. vom Stein (* um 1314; † 1383), Wildgraf zu Dhaun-Grumbach,

⚭ I. vor 1339 Wildgräfin Margarethe von Dhaun-Kyrburg, Erbin der halben Wildgrafschaft Kyrburg, Tochter von Wildgraf Friedrich I. von Dhaun-Kyrburg († nach 1365) und Agnes von Schönecken († nach 1351).
⚭ II. 1370 Jutta von Leiningen († nach 1390), Tochter von Graf Friedrich VIII. von Leiningen-Dagsburg († 1397) und Gräfin Jolanthe von Jülich († 1387).
Seine Brüder waren Hartrad vom Stein († 1372/75) und der Inhaber der Kreuznacher und Kirner Pfarr-Pfründen Rheingraf Konrad vom Stein († 1395). Rheingraf Konrad wurde 1383 zusammen mit der verwitweten Rheingräfin Jutta von Leiningen Vormund seiner Neffen und trat in dieser Funktion oft als Lehnsherr der Grafschaft auf.
- Wild- und Rheingraf Johann III. von Dhaun-Kyrburg (* 1371; † 1428), seit 1409 im Besitz sämtlicher wildgräflicher Ländereien,

⚭ 1406 Wildgräfin Adelheid von Kyrburg (* um 1389; † 1438), Tochter von Wildgraf Gerhard III. von Kyrburg († 1408) und Adelheid von Veldenz.
Sein Bruder Konrad III. von Dhaun war 1419–1434 Erzbischof von Mainz, sein Bruder  Friedrich I. († 1447) Stifter der Linie Rheingrafenstein.
- Wild- und Rheingraf Johann IV. von Dhaun (* um 1409/10; † 1476),

⚭ 1432 Elisabeth von Hanau-Münzenberg (* um 1416; † 1446), Tochter von Graf Reinhard II. von Hanau-Münzenberg († 1451) und Gräfin Katharina von Nassau-Beilstein († 1459).
1459 fiel den Wild- und Rheingrafen durch Heirat die Hälfte des Besitzes der Grafen von Salm in den Vogesen zu. Sie übernahmen daraufhin deren Namen und nannten sich Grafen zu Salm. Im Jahre 1475 wurden die Wild- und Rheingrafen von Dhaun-Grumbach durch kaiserliches Edikt in den Reichsgrafenstand erhoben.
- Wild- und Rheingraf Johann V. von Dhaun-Kyrburg (* 1436; † 1495), Graf von Salm,

⚭ 1459 Jeannette von Salm-Obersalm (* um 1436; † 1496), Tochter von Graf Simon III. zu Salm und Jeanne van Rotselaer.
1478 fiel ihnen durch Heirat mit Johanna von Moers-Saarwerden auch die Reichsherrschaft Finstingen an der oberen Saar zu.
- Graf Johann VI. von Salm (* 1460; † 1499), Wild- und Rheingraf von Dhaun-Kyrburg,

⚭ 1478 Johanna von Moers-Saarwerden (* um 1464/65; † 1510/13), Herrin von Finstingen, Tochter von Graf Nikolaus von Moers-Saarwerden († 1495) und Barbara von Vinstingen († 1491).
| Grafen von Salm-Dhaun-Neufville - Wild- und Rheingraf Philipp von Dhaun und vom Stein (* 1492; † 1521), Graf von Salm, Herr von Neuviller, Ogeviller, Pulligny und Bayon, ⚭ 1514 Antoinette von Neufchâtel (* um 1495; † 1544), Tochter von Ferdinand de Neufchâtel, Sire de Narnay et de Montaigu (* 1452; † 1522) und Claude de Vergy. | Grafen von Salm-Kyrburg - Rheingraf Johann VII. vom Stein, Wildgraf von Dhaun-Kyrburg (* 1493; † 1531), Bruder von Wild- und Rheingraf Philipp von Salm-Dhaun-Neufville, Stifter der Linie der Grafen von Salm-Kyrburg, ⚭ 1515 Anna zu Isenburg-Büdingen († 1557). |

Um 1500 erstreckten sich durch eine geschickte Familienpolitik die Grenzen der Herrschaft Dhaun-Grumbach  von der Nahe über die Vogesen bis hin zum Rhein. Die ehemaligen Grenzen des Nahegau waren längst verwischt. Durch Heirat entstanden bald hier, bald dort, neue Herrschaften, und durch Teilungsverträge wurden diese ebenso schnell wieder voneinander gelöst.
Im Jahre 1556 wurde die Reformation in Dhaun-Grumbach eingeführt. Die Wild- und Rheingrafen gehörten zu den evangelischen Fürsten, die auf dem Reichstag zu Augsburg 1548 gegenüber dem Kaiser als Hüter der universalen Kirche die „reine Lehre“ vertraten.
1623 wurde mit dem 1591 zum Katholizismus übergetretenen Philipp Otto zu Salm eine Linie der Grafen in den Reichsfürstenstand erhoben. Dessen Nachfahre Karl Theodor Otto zu Salm kam in den Besitz des Oberamts Kyrburg, als mit Johann XI. zu Salm-Kyrburg (1635–1688) die Kyrburger Linie des rheingräflichen Hauses ausgestorben war. Karl Theodors Sohn und Erbe Ludwig Otto vermachte seinen gesamten Besitz an seinen Schwiegersohn Nikolaus Leopold zu Salm-Salm. Da diese Erbschaft jedoch angefochten wurde, einigte sich Nikolaus Leopold 1744 vertraglich und trat den Kyrburger Teil der Erbmasse an seine Cousins Johann Dominik und Philipp Joseph zu Salm-Neufville-Leuze ab. 1743 von Kaiser Karl VII. in den Reichsfürstenstand erhoben, nannten sich diese fortan „Fürsten zu Salm-Kyrburg, Wild- und Rheingrafen“. Ihre rheingräfliche Linie starb 1905 mit Friedrich VI. aus.

### Fürstentum Salm, Grafschaft Salm-Horstmar
Am Ende des Alten Reiches fielen die rheingräflichen Gebiete Ende des 18. Jahrhunderts an Frankreich, das sich im Ersten Koalitionskrieg (1792–1797) bis auf das linke Rheinufer ausdehnte und die rheingräflichen Gebiete in das Département de Rhin-et-Moselle und das Département de la Sarre eingliederte. Der noch minderjährige Fürst Friedrich IV. zu Salm-Kyrburg, der traditionsbewusst Titel und Wappenzeichen der Wild- und Rheingrafen führte, wurde im Zuge des Reichsdeputationshauptschlusses (1802/1803) mit einem neu geschaffenen Fürstentum auf dem Gebiet des ehemaligen Hochstifts Münster entschädigt. Die Herrschaft über dieses Land teilte er mit seinem entfernten Verwandten, dem Fürsten, Wild- und Rheingrafen Konstantin zu Salm-Salm aus der rheingräflichen Linie Salm-Salm. (→ Fürstentum Salm). Dessen Nachfahren verwahren auf der Burg Anholt die wild- und rheingräflichen Archivalien. Auch Friedrichs Nachbar, der ebenfalls minderjährige Wild- und Rheingraf Friedrich zu Salm-Grumbach, dessen Besitz um die Burg Grumbach lag, wurde mit ehemals münsterischen Gebieten entschädigt (→ Grafschaft Salm-Horstmar). Mit Beschluss des Wiener Kongresses kamen die weit verstreuten Territorien der ehemaligen Wild- und Rheingrafschaft an die preußische Provinz Großherzogtum Niederrhein, den bayrischen Rheinkreis, die oldenburgische Exklave Fürstentum Birkenfeld sowie das Oberamt Meisenheim an Hessen-Homburg. Die im Elsass und in Lothringen gelegenen, ursprünglichen Güter Obersalms verblieben bei Frankreich.

## Wappen
Das Stammwappen der Herren zum Stein bei Münster, den späteren Rheingrafen zum Stein, sieht wie folgt aus: In Schwarz ein silberner Löwe, rot bewehrt, hersehend (leopardiert). Nach Übernahme des wildgräflichen Erbes wurde dieses in einem geviertelten Schild mit dem Stammwappen der Wildgrafen zu Dhaun kombiniert: In Gold ein roter, (meist) blau gekrönter Löwe. Dieses erscheint auch heute noch in einer Reihe aktueller Gemeindewappen, z. B.:

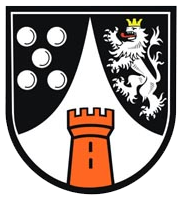
Bad Münster am Stein-Ebernburg
Staudernheim
Flonheim
Wörrstadt
Wendelsheim
Zotzenheim
Verbandsgemeinde Kirn-Land
Verbandsgemeinde Herrstein